# Lisa Ellis
Pour les articles homonymes, voir Ellis.
Lisa Ellis, née Lisa Ward le 15 novembre 1982 à Woodinville, est une pratiquante américaine d'arts martiaux mixtes (MMA). Elle a notamment combattu au sein des organisations Bellator et UFC.

## Parcours en arts martiaux mixtes

### Débuts
Lisa Ellis commence sa carrière professionnelle en MMA le 6 novembre 2004 lors de l'évènement HOOKnSHOOT - Evolution à Evansville dans l'Indiana. Opposée à l'Australienne Mandy Stewart, elle subit sa première défaite au bout de 49 secondes de combat par soumission sur un étranglement en triangle.

### Fatal Femmes Fighting
Lisa Ellis remporte le titre Fatal Femmes Fighting poids mouche lors de l'évènement FFF1 - Asian Invasion le 17 février 2007. Elle remporte son combat face à Masako Yoshida par décision unanime au bout de la cinquième reprise.

### Ultimate Fighting Championship
Le 10 avril 2015, l'UFC annonce que Lisa Ellis affrontera l'australienne Bec Rawlings lors de l'évènement UFC Fight Night 65 du 10 mai 2015. Elle remplacera la Sud-Coréenne Seo Hee Ham initialement prévue mais qui a contracté une blessure et a du déclarer forfait.
La confrontation avec Bec Rawlings du 10 mai 2015 tourne à l'avantage de l'australienne qui réussit dès la fin du premier round à passer dans le dos de son adversaire et à placer un étranglement arrière obligeant Lisa Ellis à abandonner. L'américaine concède ainsi sa dixième défaite en MMA.

## Palmarès en arts martiaux mixtes
| 26 combats     | 15 victoires | 11 défaites |
| Par KO         | 0            | 1           |
| Par soumission | 11           | 8           |
| Sur décision   | 4            | 2           |

| Résultat | Record | Adversaire           | Méthode                                     | Événement                                               | Date              | Round | Temps | Lieu                                       | Notes                                                    |
| -------- | ------ | -------------------- | ------------------------------------------- | ------------------------------------------------------- | ----------------- | ----- | ----- | ------------------------------------------ | -------------------------------------------------------- |
| Défaite  | 15-11  | Virna Jandiroba      | Soumission (étranglement arrière)           | F2N: Fight 2 Night                                      | 4 novembre 2016   | 1     | 2:21  | Rio de Janeiro, Brésil                     |                                                          |
| Défaite  | 15-10  | Bec Rawlings         | Soumission (étranglement arrière)           | UFC Fight Night 65: Hunt vs. Miocic                     | 10 mai 2015       | 1     | 4:09  | Adelaide, Australie                        |                                                          |
| Défaite  | 15-9   | Felice Herrig        | Soumission (clé de bras)                    | The Ultimate Fighter: A Champion Will Be Crowned Finale | 12 décembre 2014  | 2     | 3:05  | Las Vegas, Nevada, États-Unis              |                                                          |
| Victoire | 15-8   | Amy Davis            | Soumission (clé de bras)                    | UCS - Caged Combat 6                                    | 14 juillet 2012   | 1     | 2:14  | Grand Ronde, Oregon, États-Unis            | Remporte le titre de Championne UCS 110 lb (50 kg)       |
| Défaite  | 14-8   | Jessica Penne        | TKO (coups de poing)                        | Invicta FC 1: Coenen vs. Ruyssen                        | 28 avril 2012     | 3     | 2:48  | Kansas City, Kansas, États-Unis            |                                                          |
| Défaite  | 14-7   | Jessica Aguilar      | Décision unanime                            | Bellator 58                                             | 19 novembre 2011  | 3     | 5:00  | Hollywood, Floride, États-Unis             |                                                          |
| Défaite  | 14-6   | Megumi Fujii         | Soumission (clé de bras)                    | Bellator 31                                             | 30 septembre 2010 | 1     | 1:39  | Lake Charles, Louisiane, États-Unis        |                                                          |
| Victoire | 14-5   | Aisling Daly         | Décision unanime                            | Bellator 26                                             | 26 août 2010      | 3     | 5:00  | Kansas City, Missouri, États-Unis          |                                                          |
| Victoire | 13-5   | Stephanie Frausto    | Soumission technique (étranglement arrière) | Bellator 22                                             | 17 juin 2010      | 1     | 2:01  | Kansas City, Missouri, États-Unis          |                                                          |
| Défaite  | 12-5   | Miku Matsumoto       | Soumission (clé de bras)                    | Deep - Toyama Impact                                    | 28 juin 2009      | 3     | 2:53  | Toyama, Japon                              | Combat pour le titre de championne Deep des Poids légers |
| Victoire | 12-4   | Patti Lee            | Soumission ([anklelock)                     | Brawl At The Beach                                      | 18 juillet 2008   | 2     | 2:44  | Jacksonville, Caroline du Nord, États-Unis |                                                          |
| Défaite  | 11-4   | Ana Michelle Tavares | Décision unanime                            | Smackgirl - World ReMix 2008 Second Round               | 25 avril 2008     | 2     | 5:00  | Tokyo, Japon                               |                                                          |
| Victoire | 11-3   | Ayumi Saito          | Soumission (toe hold)                       | Smackgirl - World ReMix 2008 Opening RoundSecond Round  | 14 février 2008   | 1     | 4:41  | Tokyo, Japon                               |                                                          |
| Victoire | 10-3   | Megumi Yabushita     | Décision unanime                            | FFF 3 - War of the Roses                                | 3 novembre 2007   | 3     | 3:00  | Ontario, Californie, États-Unis            |                                                          |
| Défaite  | 9-3    | Megumi Fujii         | Soumission (clé de bras)                    | BodogFight - Vancouver                                  | 24 août 2007      | 1     | 4:50  | Vancouver, Canada                          |                                                          |
| Victoire | 9-2    | Elisha Helsper       | Soumission technique (étranglement arrière) | Coeur d'Alene Casino - Fight Night                      | 28 juillet 2007   | 1     | 3:59  | Worley, Idaho, États-Unis                  |                                                          |
| Victoire | 8-2    | Taeko Nagamine       | Soumission (étranglement arrière)           | FFF 2 - Girls Night Out                                 | 14 juillet 2007   | 1     | 2:37  | Compton, Californie, États-Unis            | Défend le titre de Fatal Femmes Fighting poids mouche    |
| Victoire | 7-2    | Masako Yoshida       | Décision unanime                            | FFF 1 - Asian Invasion                                  | 17 février 2007   | 5     | 2:00  | Los Angeles, Californie, États-Unis        | Remporte le titre de Fatal Femmes Fighting poids mouche  |
| Victoire | 6-2    | Misaki Takimoto      | Soumission (kimura)                         | Smackgirl - Legend of Extreme Women                     | 29 novembre 2006  | 2     | 3:32  | Tokyo, Japon                               |                                                          |
| Victoire | 5-2    | Miku Matsumoto       | Soumission (scarf hold armlock)             | Smackgirl - Women Hold Their Ground                     | 15 septembre 2006 | 1     | 3:04  | Tokyo, Japon                               |                                                          |
| Victoire | 4-2    | Leiticia Pestova     | Soumission (clé de bras)                    | Valor Fighting - 4th and B                              | 19 août 2006      | 1     | NC    | San Diego, Californie, États-Unis          |                                                          |
| Victoire | 3-2    | Jessica Aguilar      | Soumission (étranglement arrière)           | Absolute Fighting Championships 15                      | 18 février 2006   | 2     | 2:53  | Fort Lauderdale, Floride, États-Unis       |                                                          |
| Défaite  | 2-2    | Molly Helsel         | Soumission (étranglement en triangle)       | HOOKnSHOOT - 2005 Women's Grand Prix                    | 19 novembre 2005  | 1     | NC    | Evansville, Indiana, États-Unis            |                                                          |
| Victoire | 2-1    | Kellyn Huehn         | Soumission (étranglement en guillotine)     | HOOKnSHOOT - 2005 Women's Grand Prix                    | 19 novembre 2005  | 1     | NC    | Evansville, Indiana, États-Unis            |                                                          |
| Victoire | 1-1    | Roseanne Blackburn   | Décision unanime                            | National Fighting Challenge 2                           | 18 février 2005   | 3     | 3:00  | Vancouver, Canada                          |                                                          |
| Défaite  | 0-1    | Mandy Stewart        | Soumission (étranglement en triangle)       | HOOKnSHOOT - Evolution                                  | 6 novembre 2004   | 1     | 0:49  | Evansville, Indiana, États-Unis            |                                                          |